# Olekszyce (rejon brzostowicki)
Olekszyce (biał. Але́кшыцы, Alekszycy, ros. Олекшицы, Olekszycy) – agromiasteczko na Białorusi, w obwodzie grodzieńskim, w rejonie brzostowickim, centrum administracyjne sielsowietu olekszyckiego. Położone jest u zbiegu drogi republikańskiej R99 Grodno–Baranowicze z drogą R78, 37 km na południe od Grodna i 12 km od granicy polsko-białoruskiej.
Wieś szlachecka położona w drugiej połowie XVI wieku w powiecie grodzieńskim województwa trockiego.

## Historia
W XVI wieku w miejscu obecnego agromiasteczka istniał dwór o nazwie Oleksicze, który stanowił centrum włości szlacheckiej. Od 1566 roku znajdował się w powiecie grodzieńskim województwa trockiego Wielkiego Księstwa Litewskiego. Wieś magnacka w końcu XVIII wieku. W wyniku III rozbioru Rzeczypospolitej miejscowość znalazła się na terytorium Imperium Rosyjskiego.
W czasach zaborów nazwę Olekszyce nosiły wieś i dobra w granicach Imperium Rosyjskiego, w guberni grodzieńskiej, w powiecie grodzieńskim, w gminie Brzostowica Mała. W 1902 roku we wsi znajdowało się 50 domów, szkoła i cerkiew. Jej powierzchnia wynosiła 637 dziesięcin włościańskich (ok. 695,9 ha) i 84 cerkiewnych (ok. 91,8 ha). Dobra były własnością Łubieńskich i miały powierzchnię 1153 dziesięciny (ok. 1259,7 ha). Na ich terenie zachowało się grodzisko otoczone wałem i fosą. Od 1919 roku w granicach II Rzeczypospolitej. 7 czerwca 1919 roku, wraz z całym powiatem grodzieńskim, weszły w skład okręgu wileńskiego Zarządu Cywilnego Ziem Wschodnich – tymczasowej polskiej struktury administracyjnej. Latem 1920 roku zajęte przez bolszewików, następnie odzyskane przez Polskę. 20 grudnia 1920 roku włączona wraz z powiatem do okręgu nowogródzkiego. Od 19 lutego 1921 roku w województwie białostockim, w powiecie wołkowyskim, w gminie Brzostowica Mała. W 1921 roku nazwę Olekszyce nosiły wieś i folwark. 
Według Powszechnego Spisu Ludności z 1921 roku wieś zamieszkiwało 205 osób, 11 były wyznania rzymskokatolickiego, 192 prawosławnego a 2 greckokatolickiego. 13 mieszkańców zadeklarowało polską przynależność narodową, 185 białoruską a 1 inną. W folwarku mieszkało 50 osób, 15 wyznania rzymskokatolickiego, 23 prawosławnego, 12 mojżeszowego a 1 innego. Taki sam był podział narodowościowy. We wsi były 34 budynki mieszkalne, a w folwarku – 4.
W wyniku napaści ZSRR na Polskę we wrześniu 1939 roku miejscowość znalazła się pod okupacją sowiecką. 2 listopada została włączona do Białoruskiej SRR. 4 grudnia 1939 roku włączona do nowo utworzonego obwodu białostockiego. Od czerwca 1941 roku pod okupacją niemiecką. 22 lipca 1941 r. włączona w skład okręgu białostockiego III Rzeszy. W 1944 roku ponownie zajęta przez wojska sowieckie i włączona do obwodu grodzieńskiego Białoruskiej SRR. Od 1991 roku w składzie niepodległej Białorusi.

## Zabytki
W miejscowości znajduje się parafialna cerkiew prawosławna pw. Opieki Matki Boskiej, wzniesiona w latach 1865–1871.
W pobliżu miejscowości znajdują się pokłady torfu.
W Olekszycach w 1727 r. urodził się Ignacy Jakub Massalski – biskup wileński, stronnik konfederacji targowickiej.

## Demografia
Według spisu powszechnego z 1921 roku wieś zamieszkana była przez 205 osób, w tym 185 Białorusinów, 13 Polaków i 7 osób innych narodowości. Prawosławie wyznawało 192 mieszkańców, katolicyzm – 11, inne wyznania chrześcijańskie – 2. Folwark zamieszkany był przez 50 osób, w tym 22 Białorusinów, 15 Polaków, 12 Żydów i jedną osobę innej narodowości. Prawosławie wyznawały 23 osoby, katolicyzm – 15, judaizm – 12.